# Éliane Basse
Pour les articles homonymes, voir Basse.
Éliane Basse, née à Paris le 21 mai 1899 et morte à Clamart le 28 janvier 1985 , est une paléontologue et géologue française devenue directrice de recherche au Centre national de la recherche scientifique en 1960.

## Biographie
Élève à l'École normale supérieure de jeunes filles de Sèvres pendant trois ans,  Éliane Basse devient professeur-chef de laboratoire au lycée de Troyes puis est doctorante au Muséum national d'histoire naturelle pendant deux ans.
Elle obtient un doctorat ès sciences et elle est nommée directrice scientifique de la recherche au Centre national de la recherche scientifique ( CNRS) et professeure associée de sciences naturelles.
Basse épouse son collègue paléontologue Hervé de la Goublaye de Ménorval (1896-1973) le 11 juin 1935 et prend le nom d'Éliane Basse de Ménorval.

### Recherche
Pour préparer sa thèse de doctorat, Basse part pour l'île de Madagascar comme chef de projet du Muséum d'Histoire Naturelle et est attachée au service minier local (1930-1932). Elle y poursuit ses recherches dans une zone approximativement délimitée par Sikili, la rivière Mangoky et Ménamaty, qui est la zone où se situe aujourd'hui la ville d'Ankazoabo dans la partie sud-ouest de l'île. Elle voyage seule dans ces régions avec des porteurs Bara, un géomètre malgache et un cuisinier Hetsiléo. De retour à Paris, elle soutient sa thèse en 1935 sur les groupements végétaux du sud-ouest de Madagascar, obtenant son doctorat.
Elle est nommée Fellow du Fonds national de la science (1932) et nommée chargée de cours au CNRS (1948) avant de devenir directrice de recherche (1960).
Basée à Paris, elle collabore à la carte géologique du Luxembourg puis à celle de la France. Elle est également responsable de missions paléontologiques dans les montagnes de l'Atlas central tunisien (1952) et de plusieurs autres missions géologiques.
Elle devient assistante associée à la carte géologique de la France (1956), et occupe dans les années 1960 le poste de directrice des antiquités préhistoriques dans le quartier dit « Paris-Nord ». L'auteur Anick Coudart écrit: « A ce titre, elle a été la première (et pendant près de 20 ans la seule) femme en France chargée de l'administration des fouilles archéologiques »
Elle publie en collaboration avec Nicolas Théobald, en 1974, à Besançon, la "carte géologique du Quaternaire et des formations superficielles de la France".

### Associations
Elle est nommée membre honoraire de la Société paléontologique de l'Inde en 1956.
Éliane Basse est élue membre correspondant de la quatrième section de l'Académie des sciences d'outre-mer le 7 décembre 1957 et devient membre à part entière le 17 mai 1968.

## Fin de vie
Éliane Basse meurt en 1985 à Clamart, France. Dans sa nécrologie, publiée dans le journal parisien Le Figaro, le 31 janvier 1985, elle est évoquée comme la « Comtesse de la Goublaye de Ménorval », titre qu'elle a acquis avec son mariage.

## Sélection de publications
- : document utilisé comme source pour la rédaction de cet article.

Éliane Basse est l'auteur de plus d'une centaine de publications scientifiques. Seules six sont répertoriées ici,.
- Gouvernement général de Madagascar et dépendances, Direction des Mines, Monographie paléontologique du Crétacé de la province de Maintirano, Madagascar, Antananarivo, Imprimerie officielle, 1931.
- Thèses présentées à la Faculté des Sciences de Paris pour l'obtention du diplôme de docteur ès sciences naturelles. Groupes végétaux du Sud-Ouest de Madagascar. . ., Paris, Masson, 1934.
- Macrocéphalites du sud-ouest de Madagascar : macrocephalitidae, eucycloceratidae, mayaitidae Récoltes de l'É mission, 1930-31, Paris: [Sn], 1951 (co-auteur)
- Basse de Ménorval, « Notes d'excursion », Quaternaire, vol. 1, no 1,‎ 1964, p. 16–17 (DOI 10.3406/quate.1964.1102, lire en ligne).
- Fossiles : évolution des structures de la matière vivante, Paris, Presses Universitaires de France, 1968.
- Éliane Basse, Nicolas Théobald, Institut de géographie (Besançon) et Centre national de la recherche scientifique (France), Carte géologique du quaternaire et des formations superficielles de la France [Document cartographique], Besançon, Université de Besançon, 1974, 4 p. (BNF 40777983).

## Éponymie
L'espèce Gervillia elianae Cox, 1936, est nommée en son honneur. Ce sont des lamellibranches permiens de la Tanzanie et du Madagascar dont elle avait recolté une partie du matériel qui a servi pour la description taxonomique.